# 泰耶·朗利
泰耶·朗利（挪威語：Terje Langli，1965年2月3日—），挪威男子越野滑雪运动员。他曾代表挪威参加1988年和1992年冬季奥林匹克运动会越野滑雪比赛，获得一枚金牌和一枚铜牌。